# Министарски савјет (Грчка)
Министарски савјет (грч. Yπουργικό Συμβούλιο) је носилац извршне власти у Грчкој.
Састоји се од премијера и ресорних министара. Грчки премијер мора уживати парламентарно повјерење, а предсједник Републике Грчке на његов предлог поставља министре.